# Metrowagonmash
Metrowagonmash (En russe : Метровагонмаш) est une société d'ingénierie russe. La compagnie est basée à Mytichtchi, près de Moscou, et sa dénomination sociale depuis 1992 est Mytishchi Machine-building Factory (Мытищинский машиностроительный завод), société indépendante depuis mai 2009. C'est une des entreprises majeures dans la fabrication de matériel ferroviaire en Russie. Elle fait partie du groupe Transmashholding.

## Histoire
L'usine de Mytichtchi a été fondée en 1897, pour produire les voitures de la ligne nord des chemins de fer russes. À partir de 1903, la société produira des tramways pour  Moscou, puis à partir de  1929 des locomotives électriques et à partir de 1934 des métros.
À partir de 1999, la compagnie produit des autorails.  Metrowagonmash est l'une des cinq plus importantes sociétés de Russie.

## Produits
Les matériels roulant de Metrowagonmash sont présents dans les pays de la Communauté des États indépendants et dans les pays de l'est européen.
La société fabrique notamment le matériel roulant du métro de Moscou.

### Matériels
- Série RA2
- Série 81-740/741
- Série 81-760/761
- Série 81-717/714

## Galerie

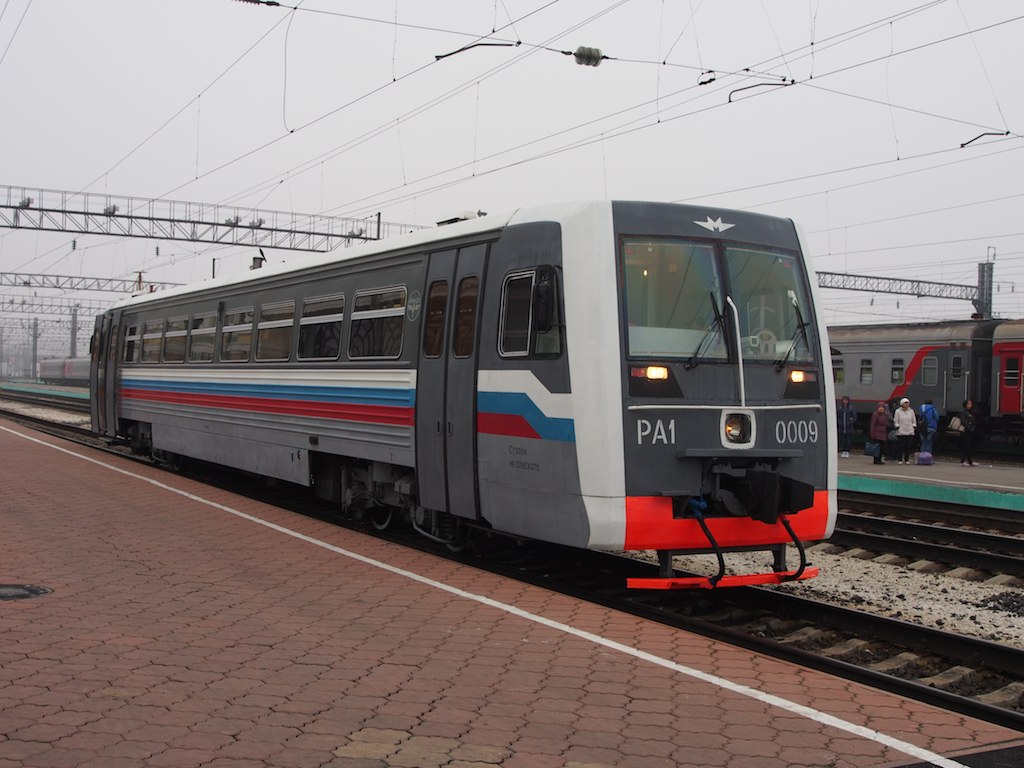
Compagnie des chemins de fer russes, RA1
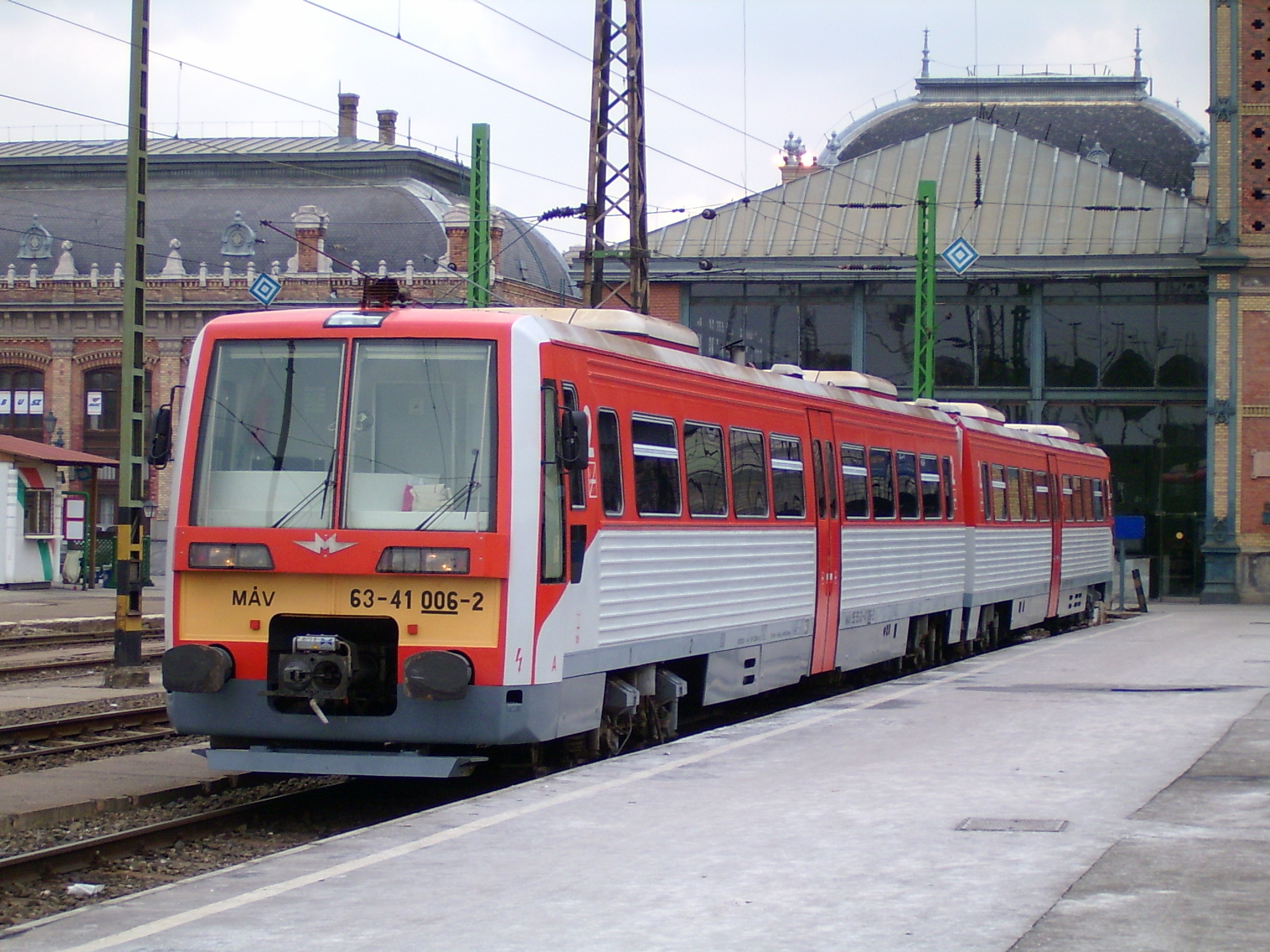
Chemins de fer hongrois, MAV-6341
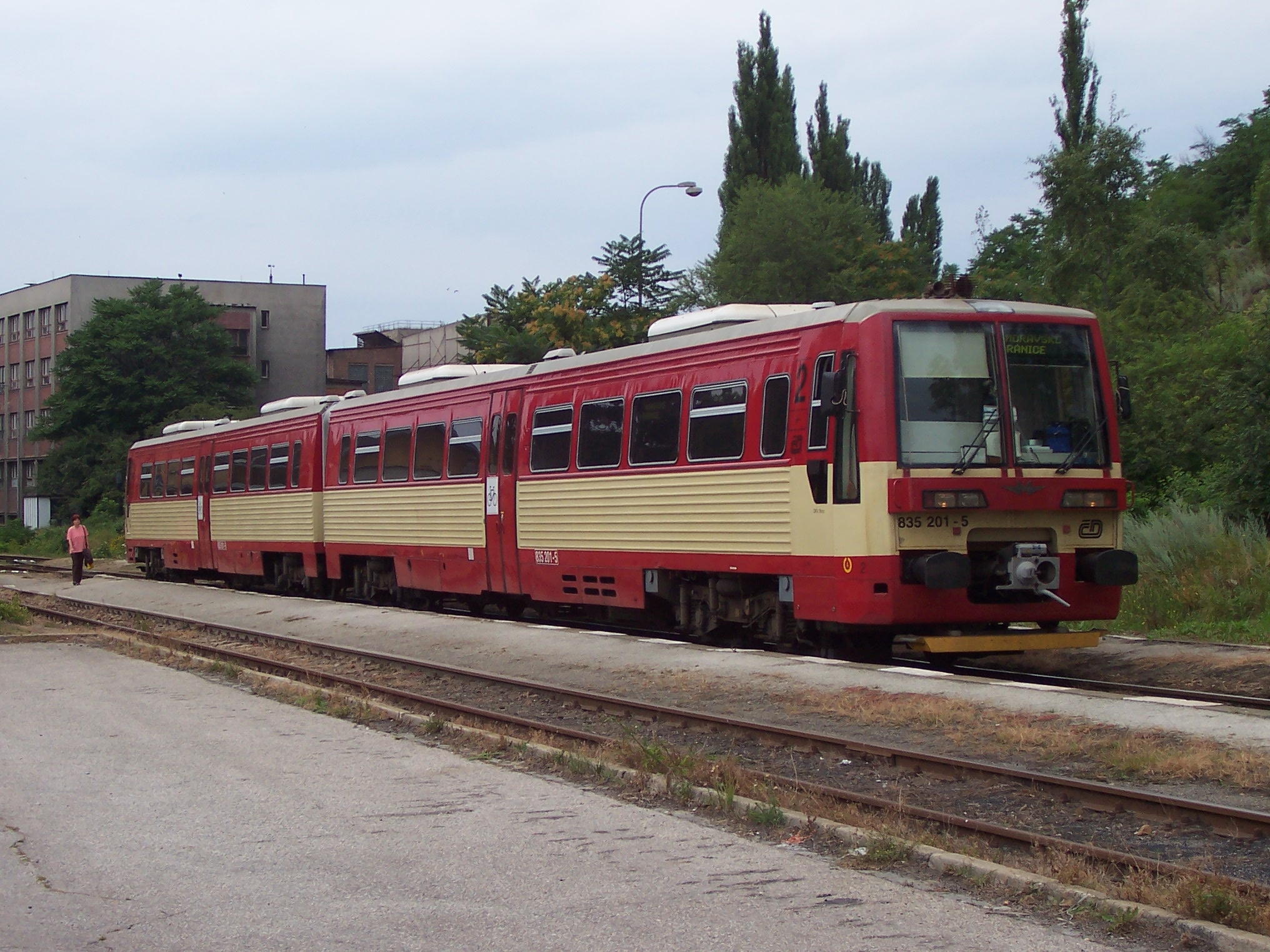
Chemins de fer tchèques, Class 835
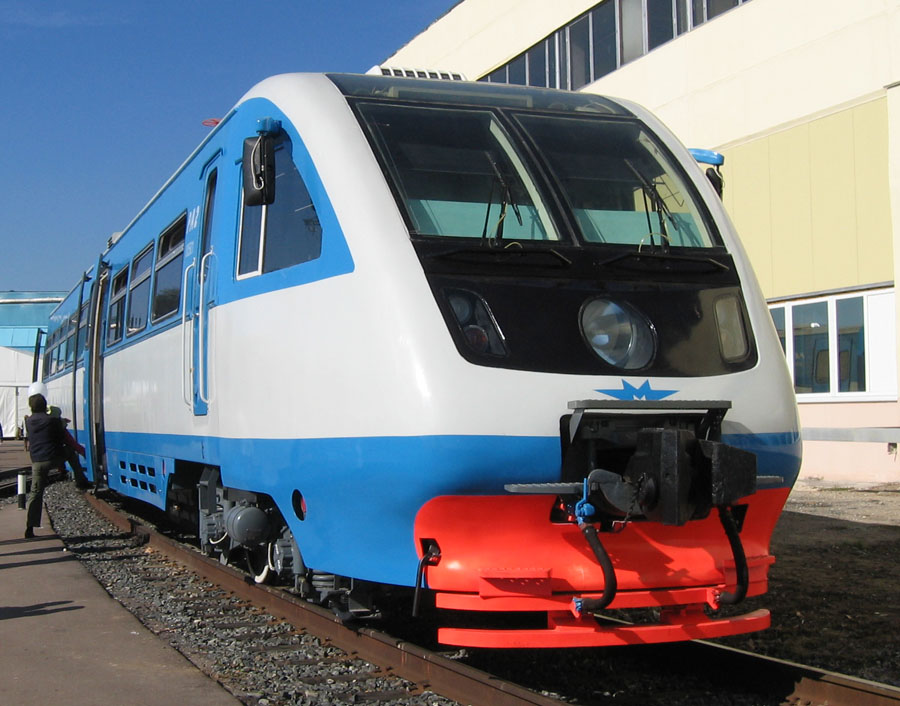
Compagnie des chemins de fer russes, RA2
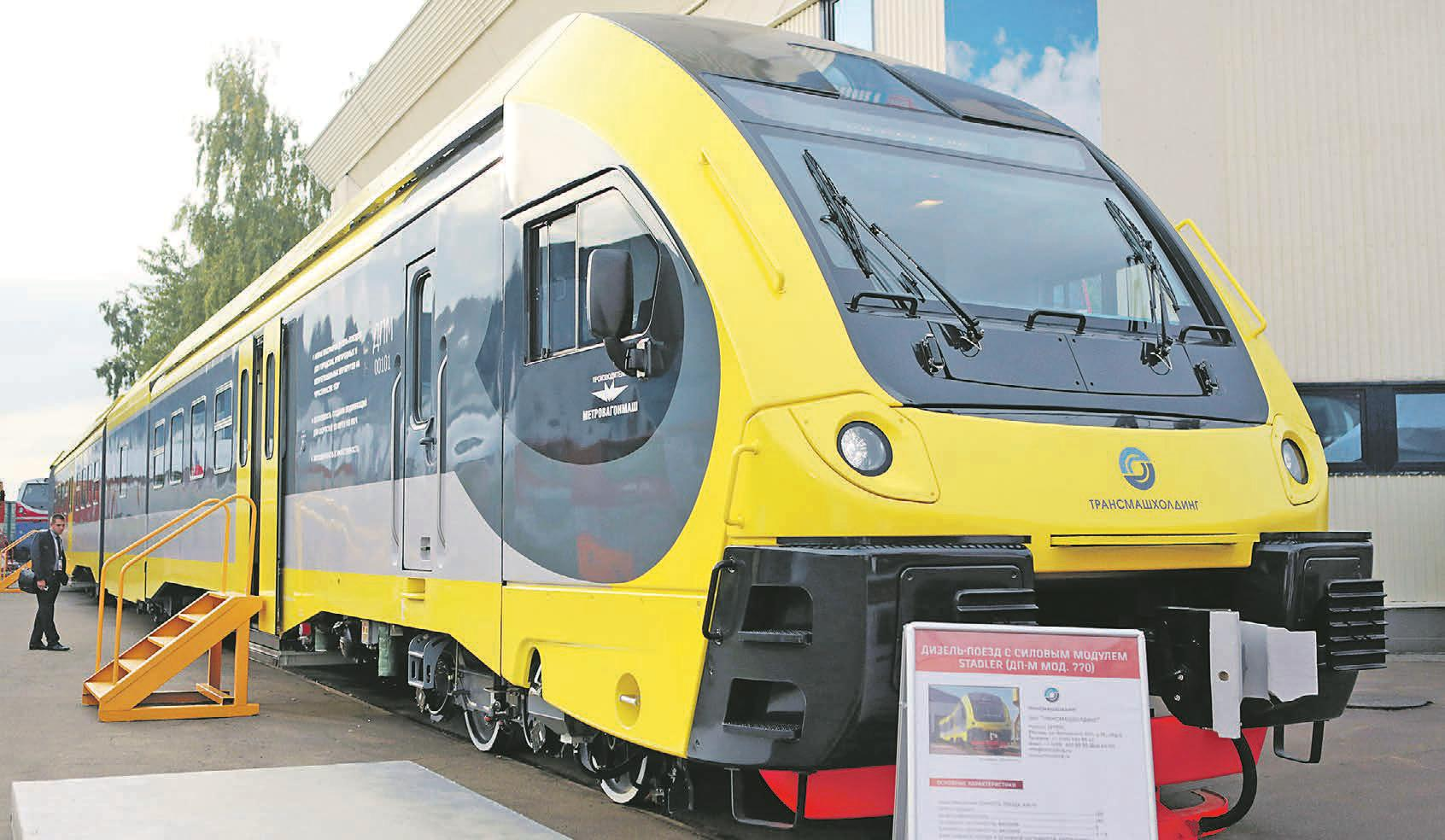
Compagnie des ch. de fer russes, DPM
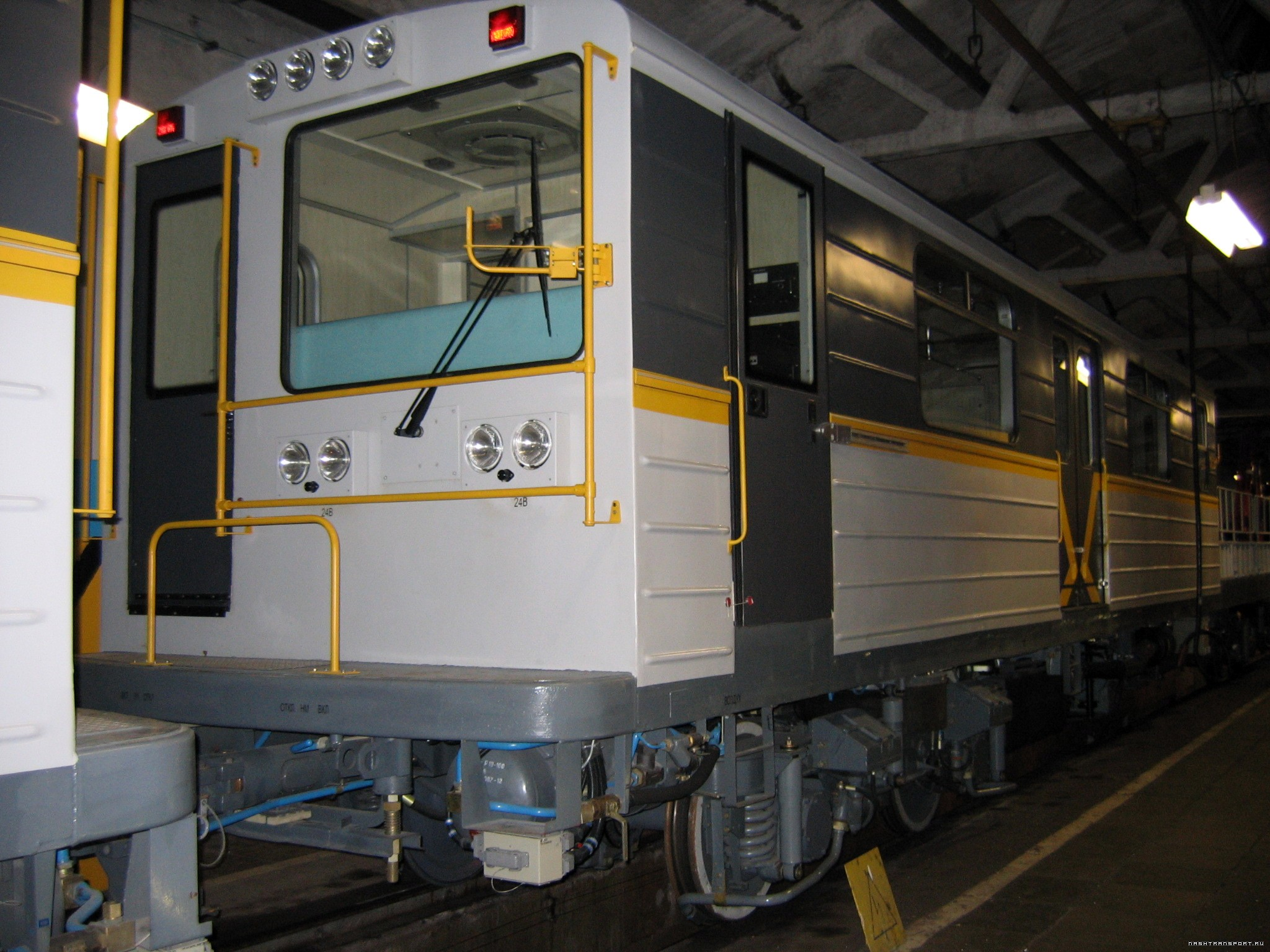
Métro de Moscou, 81-730.05
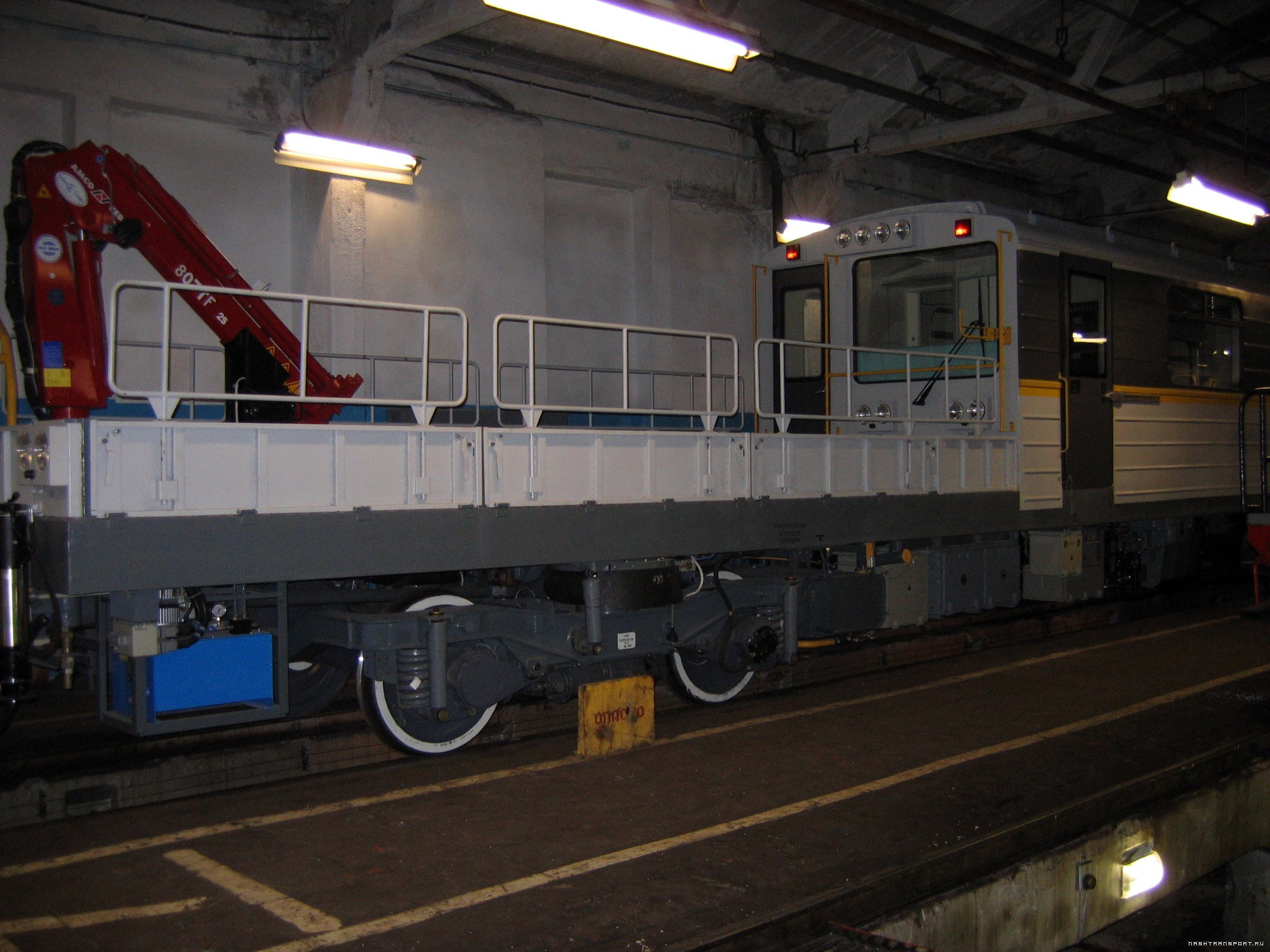
Métro de Moscou, 81-730.05
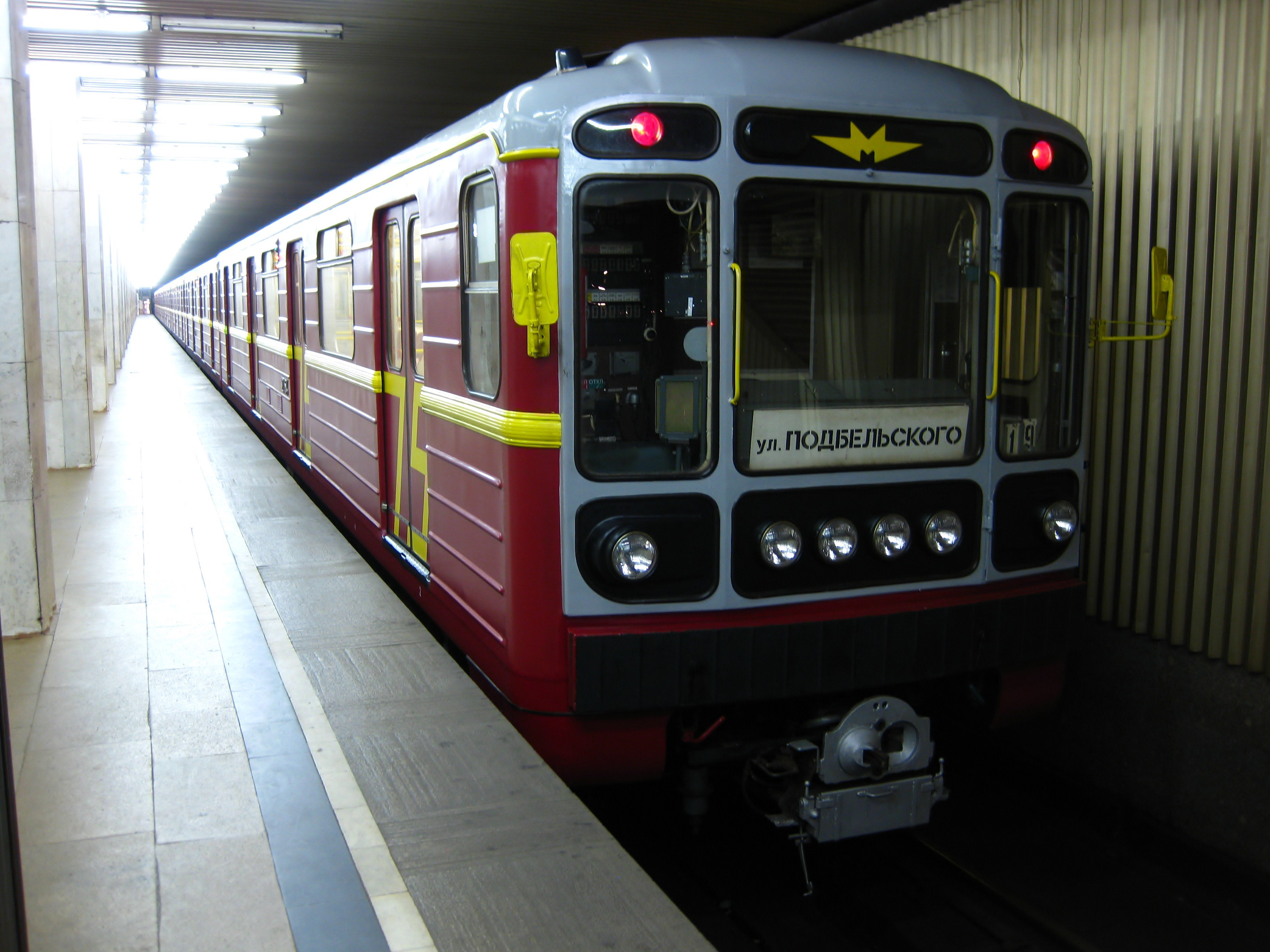
Métro de Moscou, 81-717/714
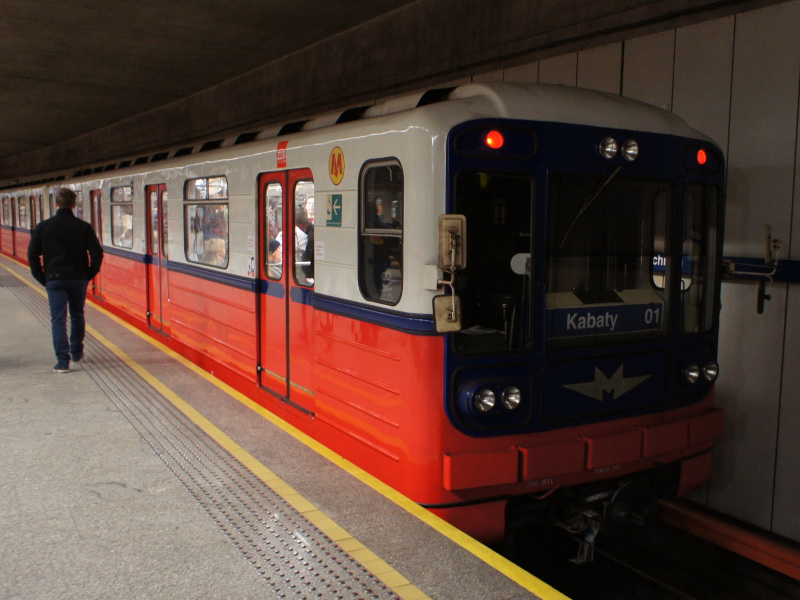
Métro de Varsovie, 81-717.3
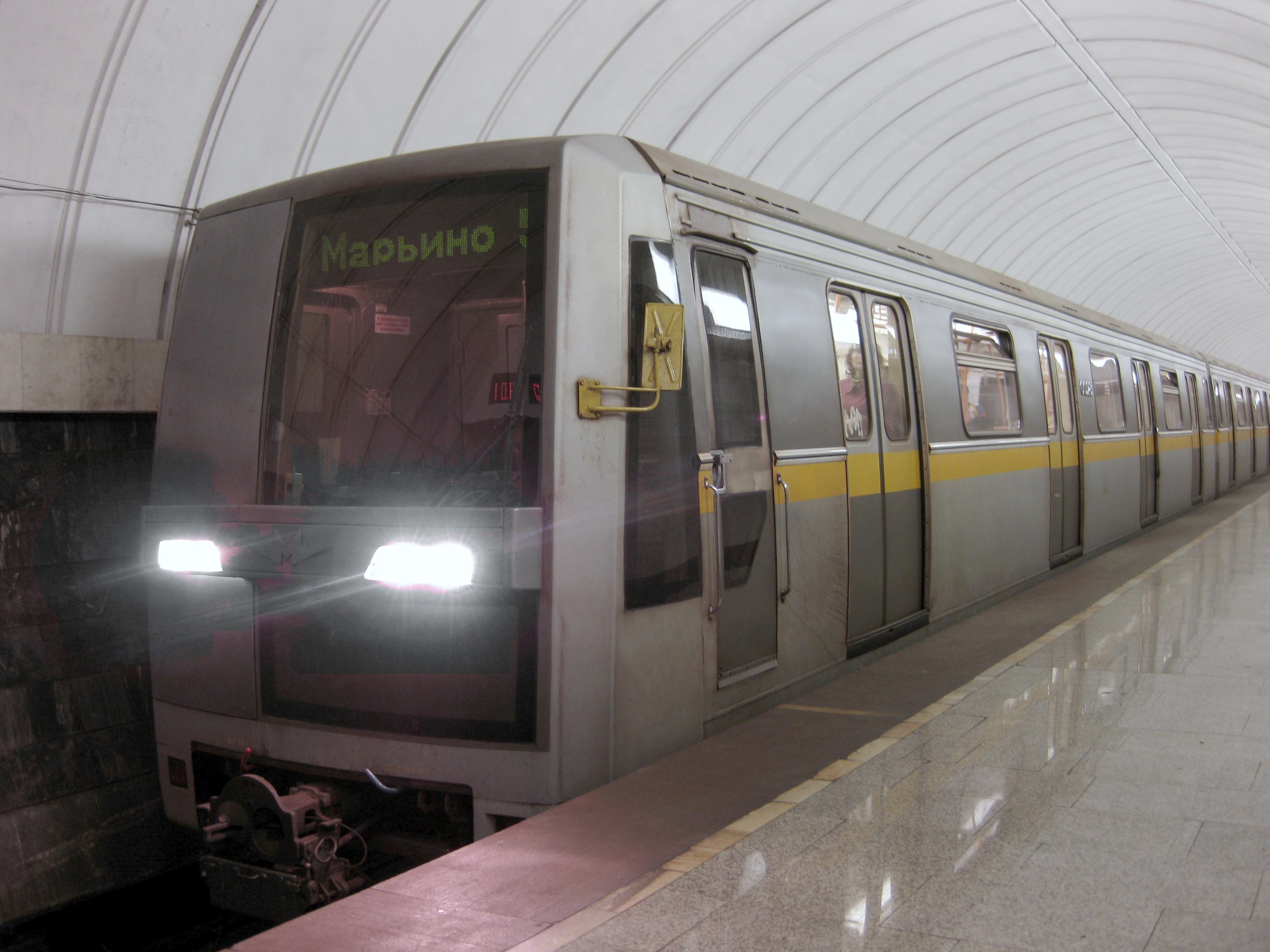
Métro de Moscou, 81-720/721
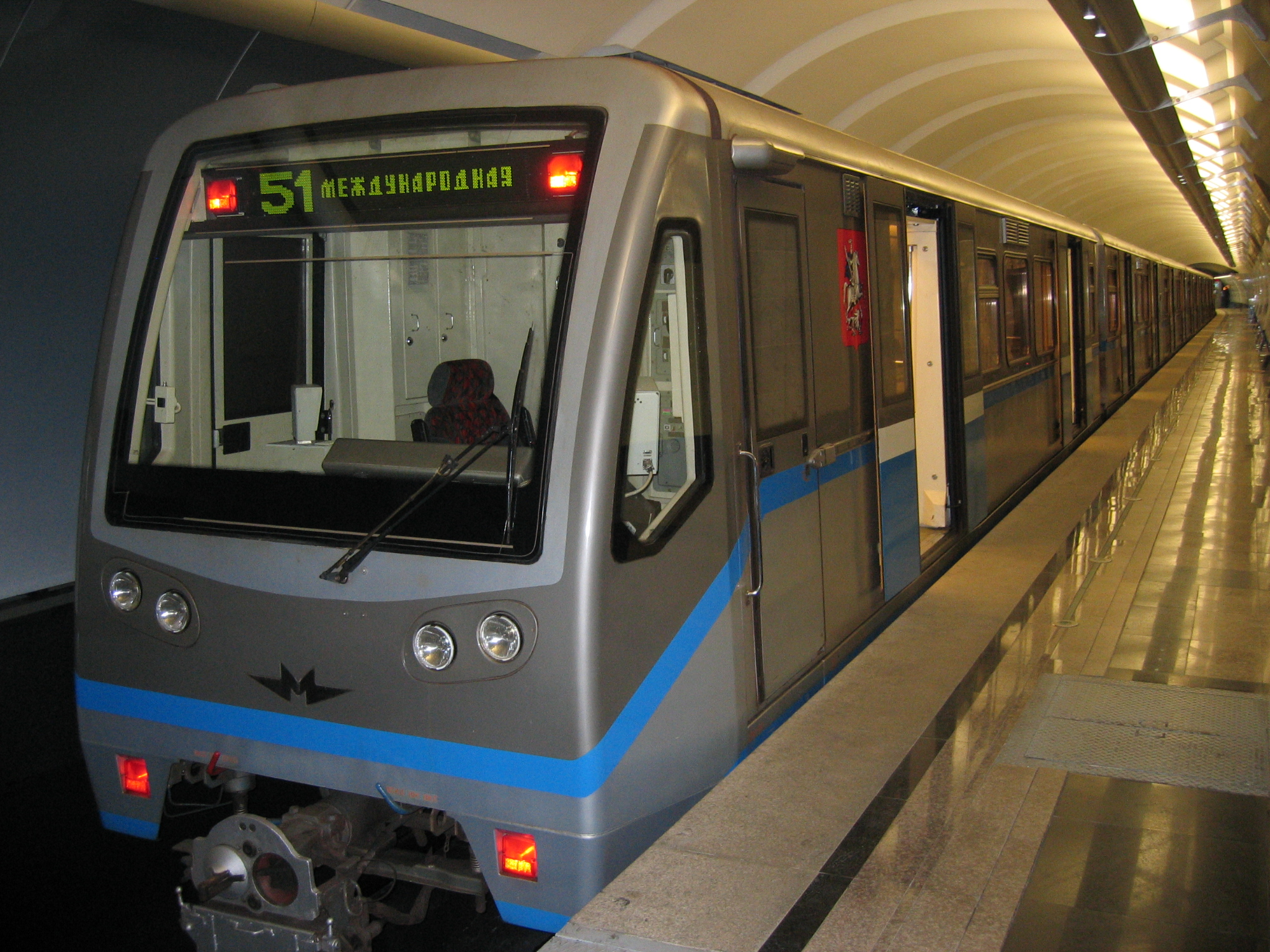
Métro de Moscou, 81-740/741
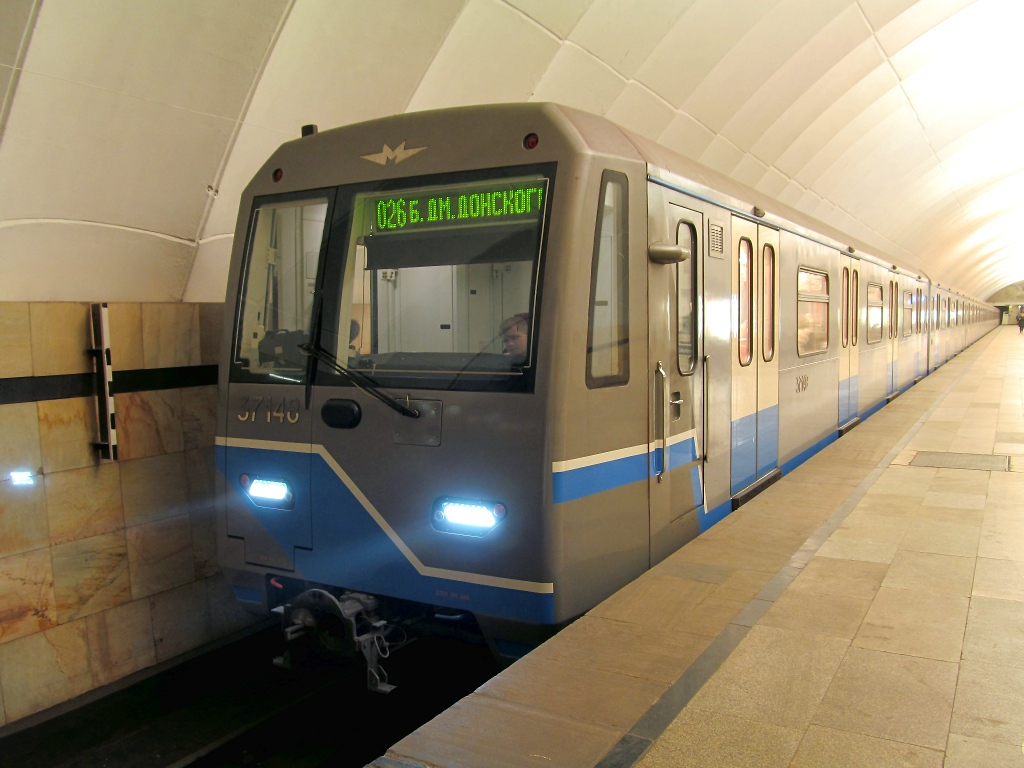
Métro de Moscou, 81-760/761